# Liderzy Strzelców Ligi Mistrzów FIBA
Liderzy Strzelców Ligi Mistrzów FIBA – zawodnicy, którzy uzyskali najwyższą średnią zdobytych punktów podczas rozgrywek koszykarskiej Ligi Mistrzów prowadzonej przez organizację FIBA. Liga reprezentuje trzeci poziom międzynarodowych, męskich rozgrywek koszykarskich w Europie, została stworzona w 2016.

## Liderzy
| Sezon     | Zawodnik       | Pozycja            | Nar.              | Klub            | Punkty na mecz | Przypisy |
| --------- | -------------- | ------------------ | ----------------- | --------------- | -------------- | -------- |
| 2016–2017 | Nick Minnerath | skrzydłowy         | Stany Zjednoczone | Awtodor Saratów | 20,3           | [ 1 ]    |
| 2017–2018 | D.J. Kennedy   | obrońca/skrzydłowy | Stany Zjednoczone | Pınar Karşıyaka | 19             | [ 2 ]    |
| 2018–2019 | Vince Hunter   | skrzydłowy         | Stany Zjednoczone | AEK Ateny       | 18             | [ 3 ]    |
| 2019–2020 | Justin Dentmon | rozgrywający       | Stany Zjednoczone | Élan Béarnais   | 20,9           | [ 4 ]    |
| 2020–2021 | Bonzie Colson  | niski skrzydłowy   | Stany Zjednoczone | SIG Strasburg   | 18,2           | [ 5 ]    |
| 2021–2022 | Levi Randolph  | rzucający obrońca  | Stany Zjednoczone | Filou Ostenda   | 18,1           | [ 6 ]    |